# Maria Luisa Filangeri
Maria Luisa Filangeri (Partinico, 28 gennaio 2000) è una calciatrice italiana, difensore della Fiorentina e della nazionale italiana.

## Carriera

### Club
Maria Luisa Filangeri si appassiona al calcio fin da giovanissima, e dopo le prime esperienze giocando con i ragazzini nelle formazioni miste dall'estate 2014 approda al Ludos Palermo. Con la squadra palermitana esordisce nel campionato di Serie B 2014-2015, secondo livello del campionato italiano femminile di calcio, poco più che quattordicenne, contribuendo a raggiungere il sesto posto nel girone D e la conseguente agevole salvezza, tuttavia la società rinuncia l'iscrizione al successivo campionato decidendo di ripartire dalla Serie C regionale, svincolando le proprie tesserate. Filangeri lascia la società rosanero con un tabellino personale di 24 presenze e 2 reti siglate.
Durante il calciomercato estivo si trasferisce alla Nebrodi di Capo d'Orlando, squadra anch'essa iscritta alla Serie B per la stagione 2015-2016. Rimane con la società orlandina per due stagioni, entrambe concluse con la salvezza, venendo impiegata in 26 incontri di campionato, 11 in quella iniziale, dove va a segno anche in 2 occasioni, e 15 nella successiva.
Nell'estate 2017 viene annunciato il suo arrivo all'Empoli, chiamata per rinforzare l'organico della difesa per affrontare il primo campionato di Serie A per la squadra toscana. Sotto la guida tecnica di Alessandro Pistolesi, Filangeri scende in campo in tutti i 22 incontri in massima serie giocati dalla sua squadra, condividendo con le compagne un campionato sempre nella parte bassa della classifica conclusosi con la retrocessione in cadetteria.
La stagione successiva si trasferisce nuovamente, sempre rimanendo a un club toscano, unendosi al Florentia, squadra emergente neopromossa in Serie A. A disposizione di Stefano Carobbi, nella sua seconda esperienza in Serie A le vengono preferite compagne di reparto con maggiore esperienza, totalizzando a fine stagione solo 11 presenze su 22 incontri di campionato. Con la Florentia in quella stagione raggiunge il miglior risultato in carriera, il 7º posto in Serie A e un'agevole salvezza.
Nell'estate 2019 si trasferisce al Sassuolo, rimanendo in Serie A, iniziando un sodalizio che la lega al club emiliano per cinque stagioni consecutive alla guida del mister Gianpiero Piovani. Vestendo la maglia neroverde coglie un 3º posto al termine del campionato 2020-2021, sfiorando l'accesso alla UEFA Women's Champions League, ai quali si aggiungono altri due quarti posti, raggiungendo il 13 aprile 2024 quota 100 presenze in campionato durante la stagione 2023-2024. Gli anni al Sassuolo la consacrano come una dei difensori più promettenti a livello nazionale, guadagnando la prima convocazione con la maglia azzurra nel 2021 e un posto nel squadra dell'anno AIC per l'anno 2022.
Il 30 luglio 2024 Filangeri passa a titolo definitivo alla Fiorentina, sempre in massima serie, con cui firma un contratto triennale.

### Nazionale
Filangeri ha fatto il suo esordio nella nazionale italiana allenata da Milena Bertolini, il 14 giugno 2021, in occasione di un'amichevole contro l'Austria vinta per 3-2, scendendo in campo nei minuti finali della partita.

## Statistiche

### Presenze e reti nei club
Statistiche aggiornate al 10 maggio 2025.
| Stagione        | Squadra         | Campionato      | Campionato | Campionato | Coppe nazionali | Coppe nazionali | Coppe nazionali | Coppe internazionali | Coppe internazionali | Coppe internazionali | Altre coppe | Altre coppe | Altre coppe | Totale | Totale |
| Stagione        | Squadra         | Comp            | Pres       | Reti       | Comp            | Pres            | Reti            | Comp                 | Pres                 | Reti                 | Comp        | Pres        | Reti        | Pres   | Reti   |
| --------------- | --------------- | --------------- | ---------- | ---------- | --------------- | --------------- | --------------- | -------------------- | -------------------- | -------------------- | ----------- | ----------- | ----------- | ------ | ------ |
| 2014-2015       | Palermo         | B               | 24         | 2          | CI              | ?               | 0               | -                    | -                    | -                    | -           | -           | -           | 24+    | 2      |
| 2015-2016       | Nebrodi         | B               | 11         | 2          | CI              | ?               | ?               | -                    | -                    | -                    | -           | -           | -           | 11+    | 2+     |
| 2016-2017       | Nebrodi         | B               | 15         | 0          | CI              | ?               | ?               | -                    | -                    | -                    | -           | -           | -           | 15+    | 0+     |
| Totale Nebrodi  | Totale Nebrodi  | Totale Nebrodi  | 26         | 2          | -               | ?               | ?               | -                    | -                    | -                    | -           | -           | -           | 26+    | 2+     |
| 2017-2018       | Empoli          | A               | 22         | 0          | CI              | 3               | 0               | -                    | -                    | -                    | -           | -           | -           | 25     | 0      |
| 2018-2019       | Florentia       | A               | 11         | 1          | CI              | 1               | 0               | -                    | -                    | -                    | -           | -           | -           | 12     | 1      |
| 2019-2020       | Sassuolo        | A               | 16         | 0          | CI              | 1               | 0               | -                    | -                    | -                    | -           | -           | -           | 17     | 0      |
| 2020-2021       | Sassuolo        | A               | 20         | 1          | CI              | 4               | 0               | -                    | -                    | -                    | -           | -           | -           | 24     | 1      |
| 2021-2022       | Sassuolo        | A               | 21         | 1          | CI              | 1               | 0               | -                    | -                    | -                    | SI          | 1           | 0           | 23     | 1      |
| 2022 2023       | Sassuolo        | A               | 24         | 1          | CI              | 1               | 0               | -                    | -                    | -                    | -           | -           | -           | 25     | 1      |
| 2023-2024       | Sassuolo        | A               | 25         | 0          | CI              | 3               | 0               | -                    | -                    | -                    | -           | -           | -           | 28     | 0      |
| Totale Sassuolo | Totale Sassuolo | Totale Sassuolo | 106        | 3          | -               | 10              | 0               | -                    | -                    | -                    | -           | 1           | 0           | 117    | 3      |
| 2024-2025       | Fiorentina      | A               | 21         | 0          | CI              | 2               | 0               | UWCL                 | 3                    | 0                    | SI          | 1           | 0           | 27     | 0      |
| 2025-2026       | Fiorentina      | A               | -          | -          | CI              | -               | -               | -                    | -                    | -                    | AWC         | -           | -           | -      | -      |
| Totale carriera | Totale carriera | Totale carriera | 210        | 8          | -               | 16+             | 0+              | -                    | 3                    | 0                    | -           | 2           | 0           | 231+   | 8+     |

### Cronologia presenze e reti in nazionale
Da sito FIGC

| Cronologia completa delle presenze e delle reti in nazionale ― Italia | Cronologia completa delle presenze e delle reti in nazionale ― Italia | Cronologia completa delle presenze e delle reti in nazionale ― Italia | Cronologia completa delle presenze e delle reti in nazionale ― Italia | Cronologia completa delle presenze e delle reti in nazionale ― Italia | Cronologia completa delle presenze e delle reti in nazionale ― Italia | Cronologia completa delle presenze e delle reti in nazionale ― Italia | Cronologia completa delle presenze e delle reti in nazionale ― Italia |
| Data                                                                  | Città                                                                 | In casa                                                               | Risultato                                                             | Ospiti                                                                | Competizione                                                          | Reti                                                                  | Note                                                                  |
| --------------------------------------------------------------------- | --------------------------------------------------------------------- | --------------------------------------------------------------------- | --------------------------------------------------------------------- | --------------------------------------------------------------------- | --------------------------------------------------------------------- | --------------------------------------------------------------------- | --------------------------------------------------------------------- |
| 14-6-2021                                                             | Wiener Neustadt                                                       | Austria                                                               | 2 – 3                                                                 | Italia                                                                | Amichevole                                                            | -                                                                     | 79’                                                                   |
| 8-4-2022                                                              | Parma                                                                 | Italia                                                                | 7 – 0                                                                 | Lituania                                                              | Qual. Mondiali 2023                                                   | -                                                                     | 76’                                                                   |
| 2-9-2022                                                              | Chișinău                                                              | Moldavia                                                              | 0 – 8                                                                 | Italia                                                                | Qual. Mondiali 2023                                                   | -                                                                     |                                                                       |
| 6-9-2022                                                              | Ferrara                                                               | Italia                                                                | 2 – 0                                                                 | Romania                                                               | Qual. Mondiali 2023                                                   | -                                                                     |                                                                       |
| 10-10-2022                                                            | Genova                                                                | Italia                                                                | 0 – 1                                                                 | Brasile                                                               | Amichevole                                                            | -                                                                     |                                                                       |
| 11-11-2022                                                            | Lignano Sabbiadoro                                                    | Italia                                                                | 0 – 1                                                                 | Austria                                                               | Amichevole                                                            | -                                                                     |                                                                       |
| 15-11-2022                                                            | Belfast                                                               | Irlanda del Nord                                                      | 1 – 0                                                                 | Italia                                                                | Amichevole                                                            | -                                                                     |                                                                       |
| 22-2-2023                                                             | Bristol                                                               | Corea del Sud                                                         | 1 – 2                                                                 | Italia                                                                | Arnold Clark Cup 2023                                                 | -                                                                     |                                                                       |
| 25-10-2024                                                            | Roma                                                                  | Italia                                                                | 5 – 0                                                                 | Malta                                                                 | Amichevole                                                            | -                                                                     | 19’                                                                   |
| Totale                                                                |                                                                       | Presenze                                                              | 9                                                                     |                                                                       | Reti                                                                  | 0                                                                     |                                                                       |

### Palmarès
- Gran Galà del calcio AIC: 1

Squadra dell'anno: 2022